# Zinnsoldaten (Lied)
Zinnsoldaten ist ein Lied der Dark-Wave-Band Goethes Erben, das die Band 1992 veröffentlichte. Das Stück erschien nicht als Single, wurde allerdings eines der bekanntesten Stücke der Band.

## Hintergrund und Veröffentlichungen
Zinnsoldaten wurde im Rahmen der Aufnahme des Albums Der Traum an die Erinnerung in den Etage Studios eingespielt. Gemeinsam mit Jochen Schoberth produzierte Goethes Erben das Stück zu dem Oswald Henke den Text verfasst hatte und Mindy Kumbalek und Conny R. die Musik geschrieben hatte. Zinnsoldaten entwickelte sich nach der Veröffentlichung zu einem der bekanntesten Stücke der Band und des Genres Neue Deutsche Todeskunst, das „in der Szene den meisten bekannt sein“ dürfte. Es gehört zum festen Liverepertoire der Gruppe, erschien als Live-Aufnahme auf dem Album Leben Im Niemandsland und auf diversen Kompilationen, meist in der Variante des Livealbums.

## Musik und Text
Horrschd in schrieb für das Webzine Medienkonverter, Zinnsoldaten zähle zu einer Reihe bekannter Stücke der Band, die gleichermaßen zum Tanzen und Nachdenken einladen. Der Titel des Stücks stellt einen literarischen Bezug zu Der standhafte Zinnsoldat von Hans Christian Andersen her. Dabei nutzt Goethes Erben den Zinnsoldat allegorisch zur Auseinandersetzung mit Krieg und Soldatentum. Das Ende des Individuums sei vorbestimmt und der einzelne Mensch würde „auf dem Altar derer die sonst nur reden“ geopfert.

„Menschlein erfreu dich an deiner bunten Uniform

Irgendwann wird sie durchlöchert

Und sicher nicht – vom Fraß der Motte“